# Bondbergets naturreservat
Bondberget är ett naturreservat inom den historiska Jönköpings stads område och i Hakarps socken i Jönköpings kommun i Småland (Jönköpings län). Området skiljer Jönköping (Ekhagen) och Huskvarna (Öxnehaga) ifrån varandra.
Bondberget blev naturreservat 1974 och området utvidgades 1977 till nuvarande areal på 372 hektar.
På platsen för det nuvarande naturreservatet fanns i äldre tid ett antal torp och backstugor samt då som nu gården Lönneberg.

## TV-mast

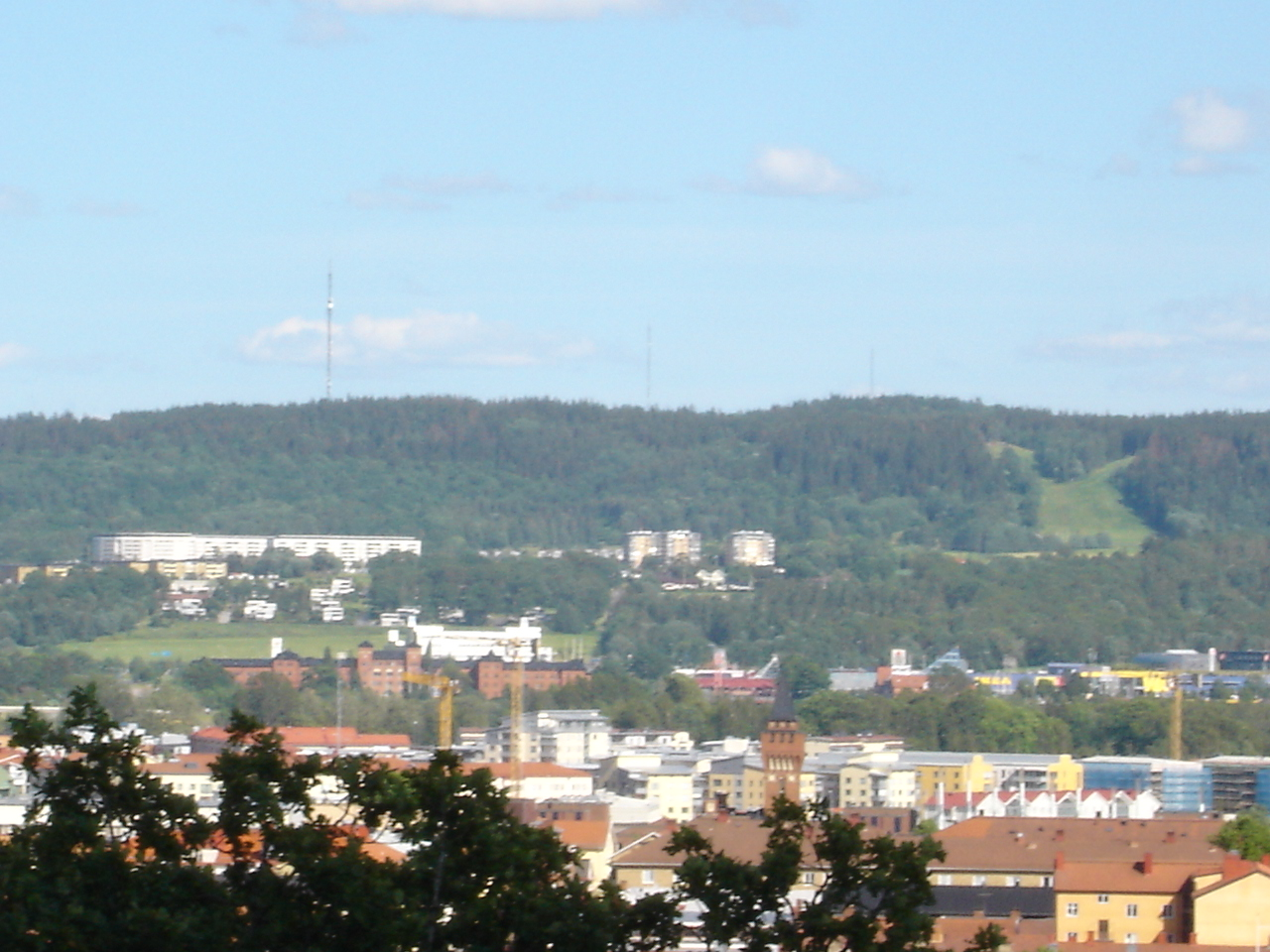
Bondberget med tv-masten

På Bondberget står en 136 meter hög TV-mast som sänder till närliggande områden som exempelvis Bankeryd, Huskvarna, Jönköping, Taberg, Mullsjö. Masten är en så kallad slavsändare till den 324 meter höga Nässjömasten, cirka fyra mil därifrån. Fram till 1995 stod där en 107 meter hög mast , men den byttes ut till nuvarande. Den gamla masten hade två nivåer av röda hinderljus. Den nya fick också bara två nivåer, istället för tre eller fyra, bara för att det inte skulle bli för stor uppståndelse kring det, samt också för enkelhetens skull. Masten har en toppspira som är ungefär tio meter hög och masten sänder digital-tv för nät 1, nät 2, nät 3, nät 4, nät 5 och nät 6. För att komma upp i masten får man klättra istället för att åka hiss, som i de flesta andra master. Masten ägs av statliga Teracom. Masten har även två "syskon". Det är två mycket mindre master i närheten.

### Bilder på masten

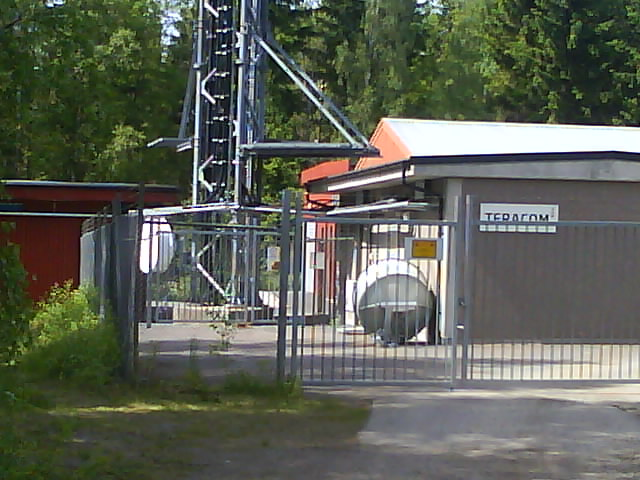
Foten av tv masten.
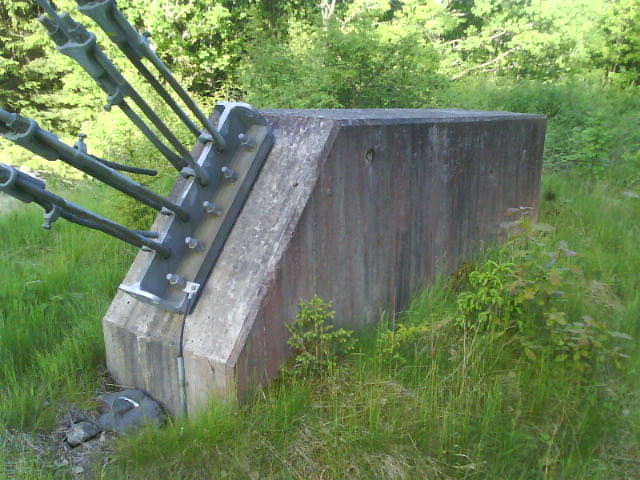
Staglinor.
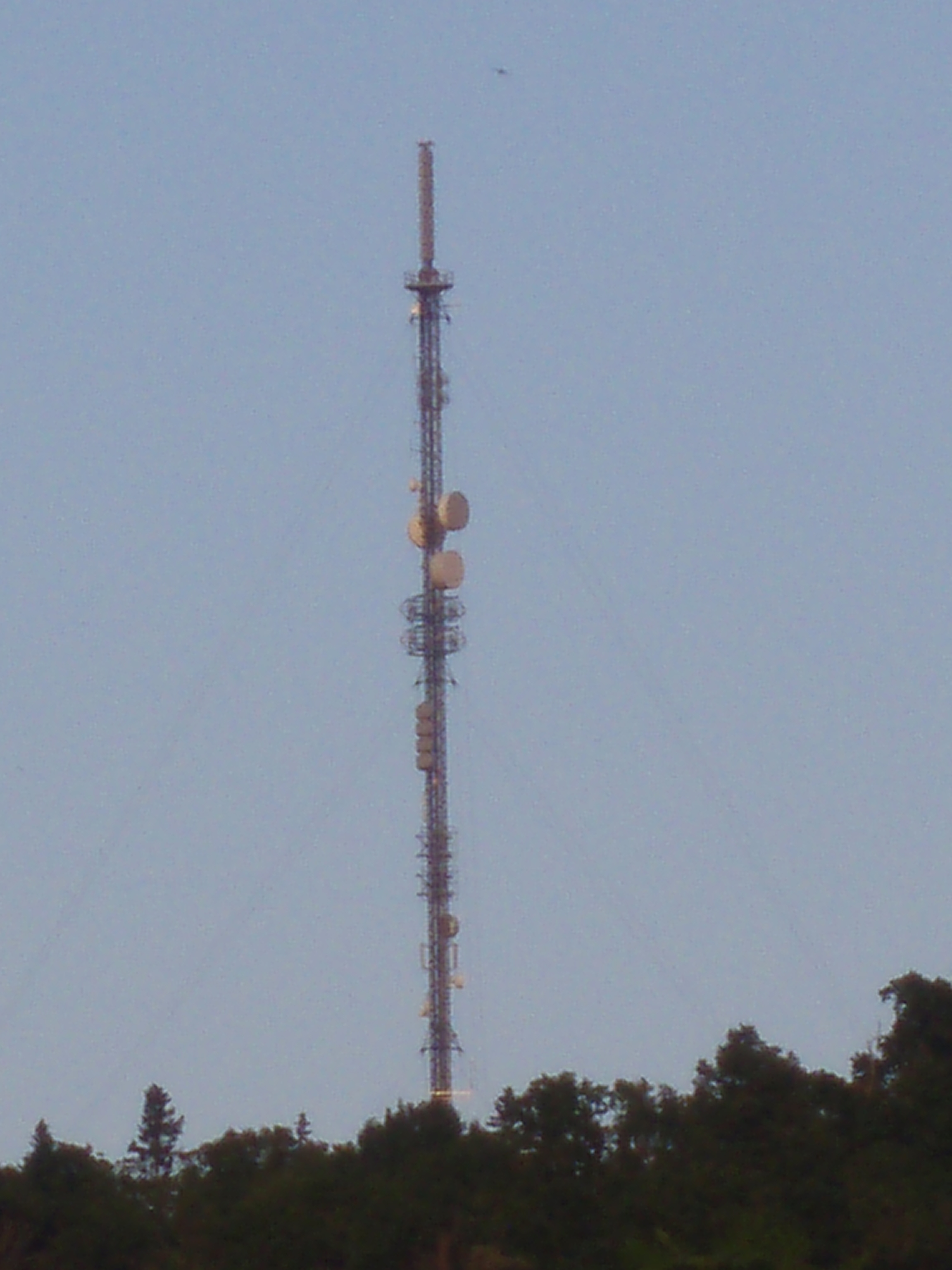
Bondbergsmasten.